# Centrum odpowiedzialności
Centrum odpowiedzialności (ośrodek odpowiedzialności) – oznacza przydzielenie odpowiedzialności za określone wyniki do konkretnego menedżera. Centra odpowiedzialności są kwalifikowane w zależności od stopnia swobody menedżerów w zakresie uprawnień decyzyjnych i odpowiedzialności finansowej.
Wyróżnianych jest kilka rodzajów centrów odpowiedzialności.
- Centra kosztów – ośrodki odpowiedzialności za koszty. W centrach kosztów menedżer ma swobodę w podejmowaniu decyzji, których skutkiem są ponoszone koszty. Rozliczany jest przez swoich przełożonych z wysokości tych kosztów. Powinien być na bieżąco informowany o wysokości kosztów. Przykład menedżera – kierownik produkcji.
- Centra przychodów – ośrodki odpowiedzialności za przychody. W centrach przychodów menedżer jest odpowiedzialny za osiągnięcie planowanych przychodów i nie ma wpływu na kształtowanie cen oraz kosztów. W praktyce czyste centra przychodów są rzadko spotykane. Zwykle menedżer odpowiedzialny za przychody uczestniczy w planowaniu i kontroli przynajmniej niektórych kosztów, np. podróże swoich podwładnych i związane z nimi koszty. Przykład menedżera – kierownik działu sprzedaży.
- Centra zysków – ośrodki odpowiedzialności za zyski. W centrach zysków menedżer odpowiedzialny jest za przychody i koszty. Centra zysku powinny posiadać odpowiednią autonomię w zakresie wyboru odbiorców i kształtowania cen na sprzedawane produkty lub usługi. Taka sama autonomia powinna dotyczyć kształtowania poziomu kosztów. Przykład menedżera – w grupach kapitałowych, dyrektor zakładu produkcyjnego.
- Centra inwestycyjne – ośrodki inwestycyjne. Są takimi ośrodkami, gdzie menedżerowie są odpowiedzialni za przychody, za koszty oraz mają pewną autonomię w zakresie kształtowania zdolności produkcyjnych poprzez podejmowanie decyzji inwestycyjnych dotyczących zakupu nowych środków trwałych, takich jak: maszyny, urządzenia, środki transportowe czy budynki. Przykład menedżera – decyzje inwestycyjne są często podejmowane na wyższym szczeblu, np. dyrektora pionu produktowego, do centrum inwestycji często należy zarząd.

Trzeba mieć na uwadze, że zakres odpowiedzialności różnych menedżerów może się częściowo przenikać.